# Desert de Pedirka
El Desert de Pedirka és un desert australià petit, d'uns 100 quilòmetres del nord-oest d'Oodnadatta i 250 quilòmetres del nord-est de Coober Pedy a Austràlia del Sud. El Mont Deane i el Parc Nacional Witjira estan al nord.
El desert és relativament petit, i ocupa una superfície d'uns 1.250 km².
El Desert de Pedirka pertany a la bioregió Finke. Les sorres són de color vermell fosc i coberts de vegetació per densos boscos de mulga. Les dunes al desert són baixes, erosionades, àmpliament espaiades i situades paral·leles entre si.
Tot i que la terra no és massa atractiva per als ramaders, s'està desenvolupant progressivament.